# Вікторія Гайош
Вікторія Гайош (пол. Wiktoria Gajosz, 6 липня 2006) — польська легкоатлетка-спринтерка, рекордсменка Польщі серед  спортсменів у віці до 20 років в бігу на 150, 200 та 300 метрів. Представниця спортивного клубу «TKS Tomasovia Tomaszów Lubelski».

## Із життєпису
Походить із багатодітної спортивної родини: Вікторія мала старшу сестру та п'ять старших братів. Батько був легкоатлетом, а мати цікавилася волейболом, всю родину об'єднував спорт. Найчастіше обирали стрибки у висоту й довжину, біг на витривалість, Вікторія помітно вирізнялася на їх фоні швидкістю, спритністю та динамікою. Родина не була заможною.
У другому класі холмської початкової школи № 7 почала займатися за програмою «Легка атлетика для кожного», найбільше уваги приділяла стрибкам у висоту. Першою тренеркою була вчителька фізкультури Дорота Чернякевич, разом із нею вирішили співпрацювати з клубом «MKS Agros Chełm». Згодом обрала спринт, займалася із тренером Дам'яном Лещинським. Після закінчення початкової школи вступила до ліцею № 4 у Холмі, який закінчила 20 травня 2025 року.

## Спортивні досягнення
У 2024 році стала срібною медалісткою на чемпіонаті світу серед спортсменів до 20 років у Лімі.
Того ж року встановила рекорд Польщі серед юніорів (до 20 років) у естафеті 4 × 100 метрів, у бігу на 300 метрів, у 2025 році — в бігу на 200 метрів. У травні 2025 року покращила свій рекорд в естафеті 4 × 100 серед юніорів з результатом 44,24 секунди разом із Йоанною Фус, Клаудією Хростек та Ягодою Жуковською.